# Strange Confession
Strange Confession – amerykański film grozy z 1945 roku. Film jest adaptacją słuchowiska radiowego.

## Obsada[1]
- Lon Chaney Jr. - Jeffrey Carter
- Brenda Joyce - Mary Carter
- J. Carrol Naish - Roger Graham
- Milburn Stone - Stevens
- Lloyd Bridges - Dave Curtis
- Addison Richards - doktor Williams
- Mary Gordon - pani O’Connor
- George Chandler - Harper
- Wilton Graff - Brandon
- Francis McDonald - José Hernandez
- Christian Rub - pan Moore